# Manavgat (Fluss)
Manavgat (türkisch Manavgat Nehri) ist ein Fluss in der türkischen Provinz Antalya. Sein antiker griechischer Name ist Melas (Μέλας).

## Verlauf und Geographie
Der Fluss entspringt mit zwei kleinen Quellbächen im westlichen Taurusgebirge im Landkreis Akseki. Der westliche Arm entspringt bei Kuyucak am Kıraca Dagı in etwa 1500 m Höhe, der östliche in etwa 1200 m Höhe am Teke Geçidi (auf Deutsch: „Ziegenpass“). Unterhalb von Kuyucak vereinigen sich die Quellbäche, ab dort wird der hier noch kleine Fluss Manavagat Çayı genannt. Er wird auch von Winterschnee und Karstquellen gespeist, so dass er auch in der sommerlichen Trockenzeit beständig Wasser führt.
Auf seinem nach Süden gerichteten Weg zum Mittelmeer wird der Fluss zweimal aufgestaut: als erstes durch die Talsperre von Oymapınar (Türkisch: Oymapınar Barajı) und wenige Kilometer weiter südlich durch den Manavgat-Staudamm (Türkisch: Manavagat Barajı).
Nach dem zweiten Staudamm ist der Manavgat durchschnittlich 3,5 Meter tief und hat ein rund 50 Meter breites Flussbett.
Das meiste Wasser bezieht der Fluss aus der Dumanlı, einer der ergiebigsten Karstquellen der Welt. Seit dem Bau des Oymapınar-Stausee liegt diese Quelle unter Wasser. Ab da kann man von einem „richtigen“ Fluss sprechen, entsprechend wird er ab hier Manavgat Nehri genannt.
Ungefähr drei Kilometer südlich des Manavgat-Stausees befindet sich der kleinere der beiden Wasserfälle, auf Türkisch küçük şelale, bei denen es sich aber um eine Stromschnelle handelt. Am nördlichen Stadtrand von Manavgat liegt der größere Manavgat-Wasserfall, auf Türkisch büyük şelale, mit einer Fallhöhe von rund 1,5 m.
Unterhalb der Großstadt Manavgat mündet er nach 93 Kilometern Lauflänge bei der Ortschaft Titreyengöl in den Golf von Antalya. Die alluvial (von Flussablagerungen) geprägte Flussmündung wächst seit Erbauung der Staudämme nicht mehr, da durch diese die Sedimente zurückgehalten werden. Die auf Grund der vorherrschenden Westwinde küstenparallele Meeresströmung verlagerte die Mündung des Flusses immer weiter nach Osten. Zum Bau einer Landungsbrücke (bis 1998) wurde sie mit Stahlspundwänden stabilisiert. Bei starken Südwinden kann der Fluss vom Meerwasser zurückgestaut werden, was bis Manavgat-Stadt Überflutungen zur Folge haben kann.

### KarstquelleDumanlı
Die Dumanlı (türkisch: „die Rauchige“), auch Dumanlı-Quelle genannt, ist eine der ergiebigsten Karstquellen der Welt. Heute liegt die einzige Austrittsstelle unter dem Wasserspiegel des Oymapınar-Stausees (Lage). Vor dem Bau des Damms lag die Quelle am linken und östlichen Ufer des Flusses, etwa fünf Meter oberhalb dessen Wasserspiegels. Der durchschnittliche Quellwasserausstoß beträgt ungefähr 50 m³/s. Selbst in Trockenzeiten schüttet sie über 35,6 m³/s. Der Dumanlı-Quelle entspringt etwa ein Drittel des Manavgatwassers. Sie wird von einem unterirdischen Flusssystem gespeist, das zu den längsten der Welt gehört. Ihr ungefähr 2800 km² großes unterirdisches Einzugsgebiet wird bis in die Gegend um Akseki vermutet. Der Name der Karstquelle leitet sich vom damals ständig bestehenden Dunst rund um den Austritt ab, verursacht durch die Turbulenz des sich in den Fluss ergießenden Wassers.

### Orte am Fluss
Am Oberlauf des Manavgat befinden sich von Nord nach Süd die Dörfer Kuyucak, Gümüşdamla und Üzümdere, alle zum Landkreis Akseki gehörig. Sinanhoca, Oymapınar, Dikmen und Titreyengöl am Unterlauf gehören zum Landkreis Manavgat. Die einzige größere Stadt am Fluss trägt seinen Namen und hat etwa 100.000 Einwohner.

## Wasserführung und Hydrologie
Die Wassermenge des Manavgat schwankt wenig oberhalb der Mündung zwischen 20 m³/s im Hochsommer und 1000 m³/s im Frühling. Im Jahresdurchschnitt sind es 149 m³/s.
Das oberirdische Einzugsgebiet des Manavgat-Flusssystems beträgt 1221 km². Abgesehen vom Abfluss der Dumanlı-Quelle besitzt der Fluss keine nennenswerten Nebenflüsse.

### Wasserqualität
Das Wasser des Manavgat unterhalb der Stauseen hat Trinkwasserqualität (keine Koli-Bakterien, sehr geringe Nitrit- und Nitratbelastung). Der pH-Wert liegt im langjährigen Mittel bei 7,7; die Temperatur im Schnitt bei 16,5 °C. Aufgrund des für ein Karstgewässer typischen hohen Gehaltes an Kalzium und Magnesium ist das Wasser hart (deutscher Härtegrad drei).

## Fauna und Flora

### Fauna
Der Fluss und seine beiden Stauseen mit ihrem kalten, sauerstoffreichen Wasser sind reich an Forellen Salmo trutta, Karpfen Cyprinus carpio, Meeräschen Mugilidae, Barschen Perciformes und Schwarzfischen Centrolophus niger. Im Uferbereich leben und nisten zahlreiche Vögel, darunter wilde Enten Anatidae und Gänse Anserinae, Eisvögel Alcedo atthis, Graureiher Ardea cinerea und Rebhühner Perdix perdix. Auch leben viele Süßwasserschildkröten im Fluss. Am Fluss leben wilde Ziegen, Wildschweine und viele Kaninchen.

### Flora
Der Fluss ist von typisch mediterraner Vegetation gesäumt. Den Oberlauf prägen Pappeln, Weiden, Ulmen, Platanen und Maulbeerbäume, den Unterlauf eher Zitrusplantagen.

## Nutzung und Wirtschaft
Der Melas war in der Antike vor allem ein Verkehrshindernis an der Küstenstraße von Attaleia (heute Antalya) nach Korakesion (heute Alanya). Quellen über eine römische Brücke über den Fluss sind sehr unsicher; bisher wurden noch keine Spuren davon entdeckt.
Aber bereits in römischer Zeit, in der 2. Hälfte des 2. Jahrhunderts, wurde ein 25 m hohes Aquädukt errichtet, das Wasser von der Dumanlı-Quelle nach Side brachte; teilweise war die Leitung in den Felsen gehauen. Reste des Bauwerkes stehen noch in der Nähe der Stadt Manavgat. Die technisch interessantesten Teilstücke sind vom Oymapınar-Stausee überflutet worden.

### Wasserkraft
Das Wasser des Flusses dient zur Energieversorgung (Turbinenkapazität der beiden Staudämme: knapp 600 MW) und als Trinkwasserquelle für den Landkreis Manavgat. Die Stauseen gleichen die im Jahreslauf stark schwankende Wasserführung des Flusses aus.

### Manavgat-Wasser-Projekt (Manavgat suyu projesi)
1992 wurde erstmals geplant, Wasser des Manavgat zu verkaufen. Die DSİ, die türkische Wasserbehörde, wurde beauftragt, Pläne für Pipelines und Pumpanlagen auszuarbeiten.
Seit 1998 wird Wasser in Städte nördlich von Manavgat gepumpt.
Zwischen 1998 und 2002 wurden nahezu sieben Millionen Kubikmeter Wasser in aufblasbaren Plastikcontainern an die Türkische Republik Nordzypern geliefert (zu 0,55 US-Dollar je Liter).
2004 wurde nach langen Verhandlungen ein Vertrag zwischen der Türkei und Israel über die Lieferung von Manavgat-Wasser geschlossen. 50 Millionen Kubikmeter sollten für die folgenden 20 Jahre von der Türkei mit großen Tankern nach Askalon geliefert werden. Die Türkei baute daraufhin für 147 Millionen US-Dollar Verlade- und Wasseraufbereitungsanlagen sowie eine Anlegestelle an der Manavgat-Mündung. Seit Mai 2006 ruht der Vertrag mit der Begründung, dass der Transport mit Tankschiffen zu teuer gekommen wäre; nach anderen Auffassungen wollte Staatspräsident Erdoğan keine Geschäfte mehr mit Israel tätigen. Gespräche mit alternativen Abnehmerländern (Malta, Marokko, Algerien, Saudi-Arabien) blieben bisher (2007) ohne konkretes Ergebnis.

### Tourismus
Der untere Laufabschnitt bei der Stadt Manavgat und die beiden Stauseen werden touristisch genutzt. Neben vielen Ausflugsbooten gibt es am oder über dem Fluss errichtete Cafés und Restaurants. In den Sommermonaten wird besonders der untere Manavgat-Wasserfall von auswärtigen wie einheimischen Touristen besucht.
Unterhalb des Manavgat-Stausees gibt es die Möglichkeit zum Canyoning und Rafting, der hier besonders schöne Flussabschnitt wird „Grüner Canyon“, türkisch yeşil kanyon, genannt. Vom Oymapınar-See bis zur Mündung werden Boots- und Kanufahrten angeboten.
Beim Dorf Ürünlü, etwa 20 Kilometer oberhalb des Oymapınar-Stausees, kann die 1966 entdeckte Karsthöhle Düdensuyu Mağarası, auf Deutsch: „Dolinenwasser-Höhle“, besichtigt werden. In der an Tropfsteinen reichen Höhle befindet sich ein unterirdischer See. Ihre Wasserläufe stehen mit der Dumanlı-Quelle in Verbindung.
Etwa fünf Kilometer westlich des Oymapınar-Stausee liegt die antike Ruinenstätte Seleukia.

### Verkehrsbedeutung
Die erste Brücke über den Manavgat wurde als Stahlkonstruktion von 1931 bis 1938 durch die deutsche Firma Krupp errichtet. Sie wurde 2012 nach Rauf Denktaş, dem ersten Präsidenten der Republik Nordzypern, umbenannt. In den 1990er Jahren errichtete man eine Autobahnbrücke südlich von Manavgat und im Norden der Stadt die yenı köprü, die „neue Brücke“. Zeitgleich mit dem Bau des Manavgat-Staudamms 1986 wurde südlich davon ebenfalls eine Brücke errichtet, so dass der Fluss in seinem unteren Abschnitt kein Verkehrshindernis mehr darstellt.

## Mythologie
Side war die Tochter von Taurus und Kimolos und die pamphylische Göttin der Fruchtbarkeit. Eines Tages ging Side mit ihrer Tochter am Melas spazieren, um mit den Nymphen des Melas Blumenkränze zu binden. Während sie so am Flussufer tanzten und Kränze mit den Nymphen banden, bemerkte Side einen wunderschönen Baum mit dünnen Ästen, glänzenden Blättern und voller Blüten, einen Baum, den sie nie zuvor gesehen hatte. Sie ging zu dem Baum und brach den schönsten Zweig, um ihn ihrer Tochter als Geschenk zu geben. Doch plötzlich begannen Zweig und Baum zu bluten, und Side erkannte, dass es sich bei dem Baum um eine Nymphe handelte, die sich in einen Baum verwandelte, um Nachstellungen durch böse Menschen zu entgehen. Side wollte vor Kummer weglaufen, aber sie konnte nicht mehr. Sie fühlte, wie ihre Beine in den Boden wuchsen und zu Wurzeln wurden. Ihre Haut formte sich langsam zu einer Rinde und Side wurde zu einem Baum verwandelt. Die Nymphen weinten bitterlich und ihre Tränen speisen noch heute die (Dumanlı-)Quelle.